# Nemzeti Bajnokság I 1902
L'edizione 1902 del Nemzeti Bajnokság I vide la vittoria finale del Budapesti TC, che conquista il suo secondo titolo.
Capocannoniere del torneo fu Miltiades Manno del Budapesti TC con 10 reti.

## Classifica finale
|  | Pos. | Squadra          | Pt | G | V | N | P | GF | GS | DR  |
|  | ---- | ---------------- | -- | - | - | - | - | -- | -- | --- |
|  | 1    | Budapesti TC (C) | 15 | 8 | 7 | 1 | 0 | 31 | 4  | +27 |
|  | 2    | Ferencvárosi TC  | 9  | 8 | 4 | 1 | 3 | 14 | 13 | +1  |
|  | 3    | 33 FC            | 9  | 8 | 3 | 3 | 2 | 11 | 12 | -1  |
|  | 4    | Budapesti SC     | 4  | 8 | 2 | 0 | 6 | 4  | 33 | -29 |
|  | 5    | MUE              | 3  | 8 | 1 | 1 | 6 | 7  | 5  | +2  |

- (C) Campione nella stagione precedente

### Verdetti
- Budapesti TC campione d'Ungheria 1902.
- Budapesti SC retrocesso in Nemzeti Bajnokság II.